# 1935年6月30日日食
1935年6月30日日食是一次日偏食，發生於1935年6月30日（苏联東北部為7月1日）。新月當天（即朔日），地球上觀測到月球和太阳的角距離極小，此時月球如果恰好在月球交點附近，穿過太阳和地球之間，與地球、太阳接近一直線，則會出現日食。由於月球偏北或偏南，本影及偽本影從地球以北或以南經過而未接觸地表，只有半影覆蓋了地球北端或南端部分區域，形成日偏食。此次日偏食月球偏北，出現在歐亞大陸北部、北美洲東北部等地。
通常每年有2次日食，而1935年共有5次，是20世紀唯一發生日食最多的一年。其中包括4次日偏食和1次日環食。本次日食是其中第三次，距下一次日食，1935年7月30日僅1個月。

## 日食概況

### 出現區域
本次日偏食可在加拿大北部、格陵兰、不列顛群島、北歐除南部外的大部、苏联北部（今屬俄罗斯看到）。其中大多數地區在6月30日看到日食，而苏联東北部在7月1日看到日食，其中部分處於極晝的區域日食從6月30日子夜前不久開始，在7月1日凌晨結束。

### 基本參數
- 類型：日偏食
- 食分最大處（位於苏联阿尔汉格尔斯克州以北的白海）資料：
  - 時間：1935年6月30日19:59:22
  - 地點：65°12′N 39°06′E / 65.2°N 39.1°E
  - 食分：0.3375（日食帶內最大）[3]

## 相關的日食

### 1935-1938年的日食
月球交替位於相對的月球交點時，以半個交點年（食年），即約177天又4小時間隔出現下列日食。
註：1935年2月3日和1935年7月30日的日偏食屬於上一組交點年系列。
| 升交點   | 升交點                    |          | 降交點                   | 降交點 |
| 沙羅周期 | 地圖                      | 沙羅周期 | 地圖                     |        |
| 111      | 1935年1月5日 偏食（南）   | 116      | 1935年6月30日 偏食（北） |        |
| 121      | 1935年12月25日 環食       | 126      | 1936年6月19日 全食       |        |
| 131      | 1936年12月13日 環食       | 136      | 1937年6月8日 全食        |        |
| 141      | 1937年12月2日 環食        | 146      | 1938年5月29日 全食       |        |
| 151      | 1938年11月21日 偏食（北） |          |                          |        |

### 沙羅周期
沙羅周期長度為18年11天。本次日食屬於沙羅周期116，共包含72次日食，依次為727年6月23日至889年9月28日的10次日偏食、907年10月10日至1845年5月6日的53次日環食、1863年5月17日至1971年7月22日的7次日偏食，總共歷時1244.08年。本周期並無日全食。
下表列舉了20世紀屬於該周期的日食，是第67至70次：
| 67            | 68            | 69            |
| ------------- | ------------- | ------------- |
| 1917年6月19日 | 1935年6月30日 | 1953年7月11日 |
| 70            |               |               |
| 1971年7月22日 |               |               |

## 資料來源
1. ↑  樊忠玉. . 中国天文科普网.   [2016-03-26]. （原始内容存档于2014-09-17）.
2. ↑  Fred Espenak. . NASA Eclipse Web Site.   [2016-03-26]. （原始内容存档于2020-10-20）.（英文）
3. ↑  Fred Espenak. . NASA Eclipse Web Site.   [2016-03-26]. （原始内容存档于2020-10-21）.（英文）
4. ↑  Fred Espenak. . NASA Eclipse Web Site.（英文）

## 外部連結
- NASA日食專頁（页面存档备份，存于）（英文）
- 可見區域圖和時間統計：由弗雷德·埃斯佩納克做出的日食預報，NASA/GSFC
  - 貝塞爾元素

| \| \| 日食 \|                            |                              |                                           |
| 上一次日食： 1935年2月3日日食 （日偏食） | 1935年6月30日日食 （日偏食） | 下一次日食： 1935年7月30日日食 （日偏食） |
| 上一次日偏食： 1935年2月3日日食          | 1935年6月30日日食 （日偏食） | 下一次日偏食： 1935年7月30日日食          |
|                                          | 日食                         |                                           |